# فريدي فوتريل

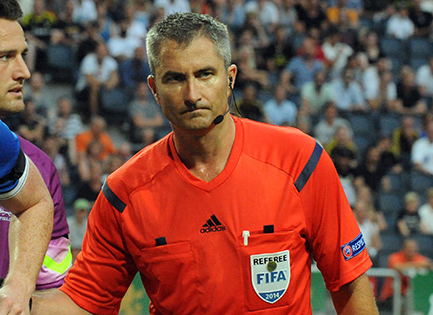

فريدي فوتريل (بالفرنسية: Fredy Fautrel) (مواليد 31 أكتوبر 1971 في آفرانش) حكم كرة قدم فرنسي . بدأ مسيرته التحكيمية في سنة 1993 . قرر الاتحاد الدولي لكرة القدم اعتماده حكما دوليا في سنة 2007 .

## روابط خارجية
- فريدي فوتريل على موقع Soccerway.com (الإنجليزية)